# Piotr Fiodorow (aktor)
Piotr Pietrowicz Fiodorow (ros. Пётр Петрович Фёдоров; ur. 21 kwietnia 1982 w Moskwie) – rosyjski aktor filmowy, teatralny i głosowy.

## Filmografia
- 2013: Stalingrad jako Gromow
- 2015: Tak tu cicho o zmierzchu... jako starszyna Fiedot Waskow

### Filmy animowane
- 2015: Twierdza. Tarczą i mieczem jako Michaił Szein, wojewoda